# Hanvec
Hanvec (bret. Hañveg) – miejscowość i gmina we Francji, w regionie Bretania, w departamencie Finistère.
Według danych na rok 1990 gminę zamieszkiwały 1474 osoby, a gęstość zaludnienia wynosiła 25 osób/km² (wśród 1269 gmin Bretanii Hanvec plasuje się na 423. miejscu pod względem liczby ludności, natomiast pod względem powierzchni na miejscu 46.).